# Castel del Monte
Castel del Monte (italijansko za "gorski grad"; barese Castìdde du Monte) je citadela in grad na hribu iz 13. stoletja v Andrii v deželi Apulija v jugovzhodni Italiji. V 40. letih 12. stoletja ga je zgradil kralj Friderik II. Hohenstaufen, ki je deželo podedoval od svoje matere Konstance Sicilske. V 18. stoletju so iz gradu odstranili notranjost iz marmorja in preostalo pohištvo. Nima niti jarka niti dvižnega mostu in nekateri menijo, da nikoli ni bil mišljen kot obrambna trdnjava; vendar arheološka dela kažejo, da je prvotno imel obzidje. Enciclopedia Italiana ga opisuje kot »najbolj fascinantni grad, ki ga je zgradil Friderik II.« , je mesto zaščiteno kot svetovna dediščina. Pojavlja se tudi na italijanski različici kovanca za en cent evra.

## Lega
Castel del Monte stoji na majhnem griču blizu samostana Santa Maria del Monte, na nadmorski višini 540 m. Ko je bil grad zgrajen, je bilo območje slavno rodovitno z obilico vode in bujne vegetacije. Leži v comune Andria, pokrajini Barletta-Andria-Trani, in zavzema mesto zgodnejše trdnjave, katere strukturni ostanki ne obstajajo.
Gradnja gradu je omenjena le v enem sodobnem viru, listini iz leta 1240, v kateri je Friderik II. ukazal guvernerju Capitanata, naj v njem dokonča nekaj del. Nikoli ni bil dokončan in ni dokazov, da ga je uporabljal kot lovsko kočo, kot je običajno navedeno. Kasneje je bil spremenjen v zapor, uporabljen kot zatočišče med kugo in nazadnje propadel. Prvotno je imel marmornate stene in stebre, vendar so jih vandali vse odstranili ali ponovno uporabili v gradnjah v bližini.

## Opis
Zaradi svoje sorazmerno majhne velikosti je nekoč veljal za le "lovsko kočo", vendar znanstveniki zdaj verjamejo, da je imel prvotno obzidje in je služil kot citadela. Friderik II. je bil odgovoren za gradnjo številnih gradov v Apuliji, vendar je bila geometrijska zasnova Castel del Monte edinstvena. Trdnjava je osmerokotna prizma z osmerokotnim stolpom na vsakem vogalu. Stolpi so bili sprva kakšnih 5 m višji kot zdaj in bi morda morali vključevati še tretje nadstropje. V obeh nadstropjih je osem sob, središče gradu pa zaseda osemstransko dvorišče. Vsaka od glavnih sob ima obokane strope. Trije vogalni stolpi vsebujejo stopnišča. Grad ima dva vhoda, nevsiljiv službeni vhod in okrašen glavni vhod. Friderikov glavni vhod je vseboval elemente klasičnega oblikovanja in je morda nanj vplivalo Friderikovo zanimanje za grško-rimsko arhitekturo.
Osmerokotni tloris je v grajskem oblikovanju nenavaden. Zgodovinarji so razpravljali o namenu stavbe in domnevajo, da je bila mišljena kot lovska koča. Druga teorija je, da je osmerokotnik vmesni simbol med kvadratom (ki predstavlja zemljo) in krogom (ki predstavlja nebo). Friderika II. je za gradnjo te oblike morda navdihnila Kupola na skali v Jeruzalemu, ki jo je videl med šesto križarsko vojno ali Palatinska kapela Aachenske stolnice.
Grad, ki so ga občasno uporabljali kot lovsko kočo pod Manfredom Sicilskim, je postal državni zapor pod njegovim zmagovalcem Karlom I. Anžujskim: tu so bili po letu 1266 ujetniki Manfredovi sinovi Henrik, Azzo in Enzo, pa tudi drugi podporniki Staufovcev.
Glavno zidovje je visoko 25 m, osem bastijonov pa po 26 m. Stranice glavnega osmerokotnika so dolge 16,5 m, stranice osmerokotnih stolpov pa 3,1 m. Grad ima premer 56 m. Njegov glavni vhod je obrnjen proti vzhodu.

## Sodobnost
V 18. stoletju so bili grajski marmorji in drugi okraski izropani. Člani Bourbonov so vzeli marmorne stebre in okenske okvirje ter jih ponovno uporabili v svoji palači v Caserti. Zdaj so ostali delci viteza in ponovno uporabljen rimski relief, medtem ko sta v Provincialni galeriji v Bariju dela glave in doprsni kip brez glave, ki se včasih interpretira kot Friderik II. Potem ko je bil precej dolgo zapuščen, je grad leta 1876 za vsoto 25.000 lir kupila italijanska država, ki je leta 1928 začela s postopkom obnove.
Med zavezniško okupacijo med drugo svetovno vojno so imele v gradu sedež letalske sile 15. armade Združenih držav tajne postaje za navigacijo, imenovano Big Fence.
V 1950-ih so odkrili, da zemlja okoli gradu vsebuje svetlo rdečo spojino, ki jo proizvaja sev bakterije Streptomyces peucetius. Znanstveniki so zdravilo poimenovali daunorubicin in nadaljnji razvoj je odkril sorodno spojino doksorubicin, ki se uporablja kot kemoterapevtsko sredstvo za zdravljenje raka.
Osrednje mesto v zapletu romana Umberta Eca Ime rože je stara trdnjava, znana kot 'Aedificium'. To je skoraj zagotovo navdihnil Castel del Monte. To je bila tudi scenografija za film Tale of Tales.
Leta 1996 je bil Castel del Monte UNESCO razglasil za svetovno dediščino, ki ga je opisal kot »edinstveno mojstrovino srednjeveške vojaške arhitekture«.
Castel del Monte je upodobljen na hrbtni strani kovanca za 1 evro cent italijanske izdaje.
Grad je bil pogosto napačno povezan z vitezi Templjarji in celo znani zgodovinarji so ga obravnavali kot "skrivnostno" gradnjo. Italijanski zgodovinar Raffaele Licinio je pogosto obsojal te ezoterične poglede in interpretacije in poudarjal, da je bil Castel del Monte le eden od gradov utrdbenega sistema, ki ga je razvil Friderik II. in ni na noben način povezan s templjarji.

## Castel del Monte DOC
Okoli gradu je Andria italijanska vinska regija DOC Castel del Monte, ki prideluje rdeča, bela in rose vina. Večina vin je mešanic, vendar je mogoče pridelati sortna vina, če je vsaj 90 % vina sestavljeno iz istega grozdja. Rdeče so običajno mešanica 65-100 % Uva di Troia, do 35 % Sangiovesea, Montepulciana, modrega pinota in Aglianica. Roseji vključujejo 65-100 % Uva di Troia in/ali Bombino nero, ostale rdeče sorte grozdja pa zapolnijo. Bela so sestavljena predvsem iz pampanuta (65–100 %), preostanek pa zapolnijo druge lokalne bele sorte grozdja. Rdeče in rose grozdje je omejeno na trgatev 14 ton/ha in mora biti vino z najmanj 12 % vsebnostjo alkohola (11 % v primeru rose). Belo vinsko grozdje je omejeno na trgatev 15 ton/ha in mora biti vino z najmanj 11 %. Če naj bo vino označeno z oznako Riserva, mora biti vino starano najmanj dve leti z eno od teh let v hrastu/lesu in mora imeti minimalno vsebnost alkohola 12,5 %.

## Galerija
- Vhod
- Dvorišče
- Pogled iz dvorišča
- Prestolna soba
- Pogled v daljavo
- Kamin
- Strop stolpa